# Gamma-Nòrmids
Els gamma-Nòrmids o γ-Nòrmids són una pluja de meteors a la Constel·lació d'Escaire. El fenomen es pot observar entre el 25 de febrer i el 22 de març. El dia 13 de març pot arribar fins al 10 meteors per hora.